# Озургети
Озурге́ти (груз. ოზურგეთი) — город на западе Грузии, центр региона Гурия и Озургетского муниципалитета.
Статус города имеет с 1840 года. С 1934 по 1989 год назывался Махарадзе в честь Филиппа Махарадзе.

## Население
Согласно данным «Кавказского календаря», на 1846 год население Озургети состояло преимущественно из армян и евреев.
По переписи 2014 года, население города составило 14 785 человек.

## География и транспорт
Город расположен на реке Натанеби. Через город проходит автодорога Батуми — Самтредиа.
Железнодорожной веткой длиной в 18 км соединён с линией Самтредиа — Батуми Грузинской железной дороги. По железной дороге можно уехать в Батуми и Тбилиси.
Хорошо развита сеть маршрутных такси, с помощью которых можно добраться до расположенных недалеко от города деревень, а также в Самтредиа, Уреки, Шекветили, Батуми и Тбилиси.

## История
В Российской империи город именовался Озургеты или Озургет. С 1840 года — уездный город Грузино-Имеретинской губернии, затем входил в Кутаисскую губернию.
Во второй половине XIX века был составлен проект герба города Озургет по правилам 1857 года: «В золотом щите зелёное дерево, на котором червлёный пояс, обременённый 3 золотыми же виноградными кистями». Щит должна была венчать серебряная корона и окружать виноградные лозы, соединённые Александровской лентой. Проект не был утверждён официально.
В ноябре 1905 г. повстанцы, заняв почту, телефон, телеграф и разобрав железнодорожные пути, взяли Озургети — столицу области и провозгласили создание Гурийской республики.

## Достопримечательности
В городе имеются Озургетский исторический музей и драматический театр. Рядом с краеведческим музеем находится бюст Сталина, а в самом музее хранится шпага Наполеона Бонапарта, которой он пользовался в молодости; в музее также хранится коллекция старопечатных книг.
В советское время достопримечательностью являлся Институт чая и субтропических культур, располагавшийся в Анасеули (южная окраина).
До 2006 года в Озургети действовала троллейбусная сеть.

## Галерея

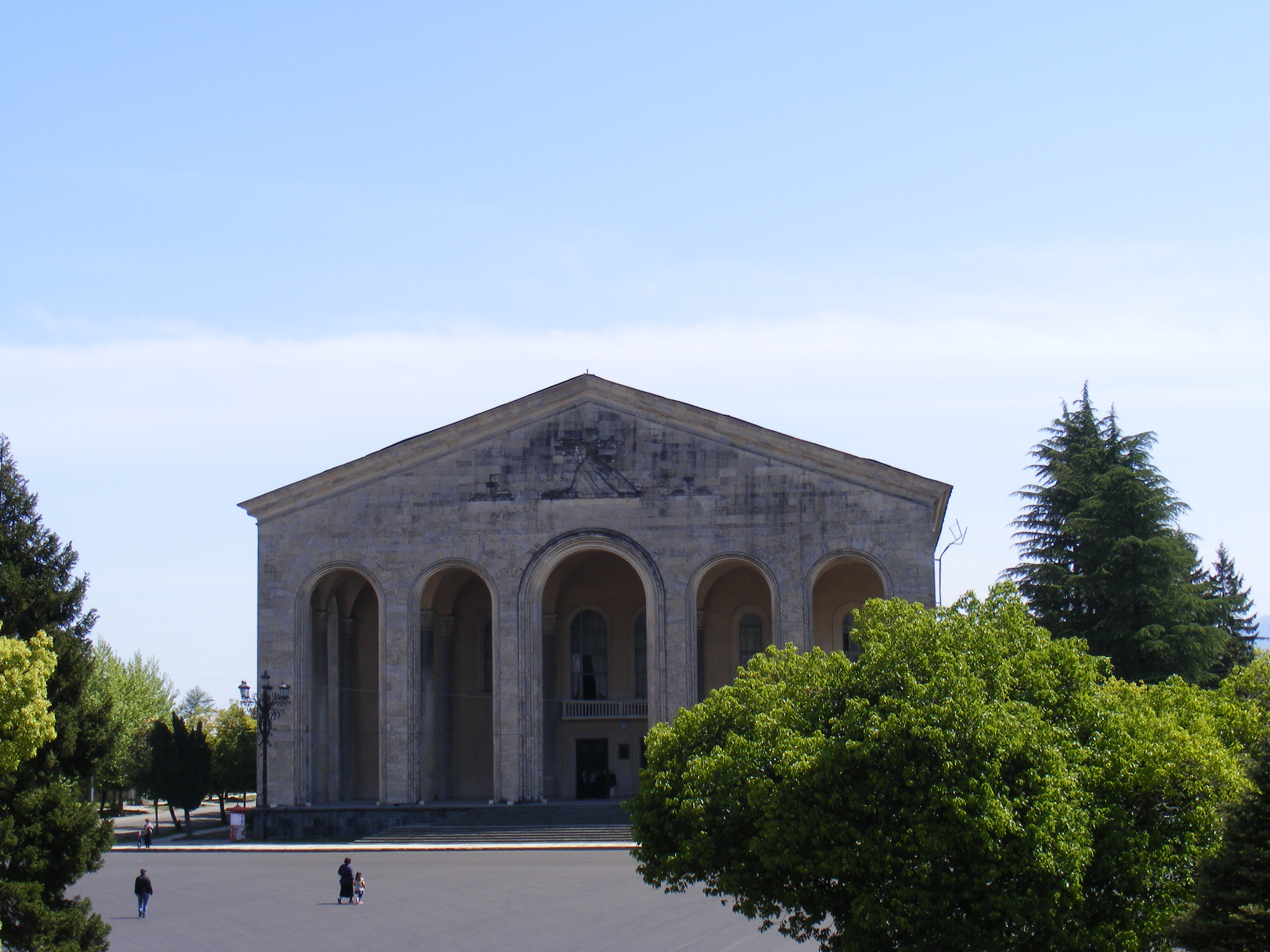
Драматический театр
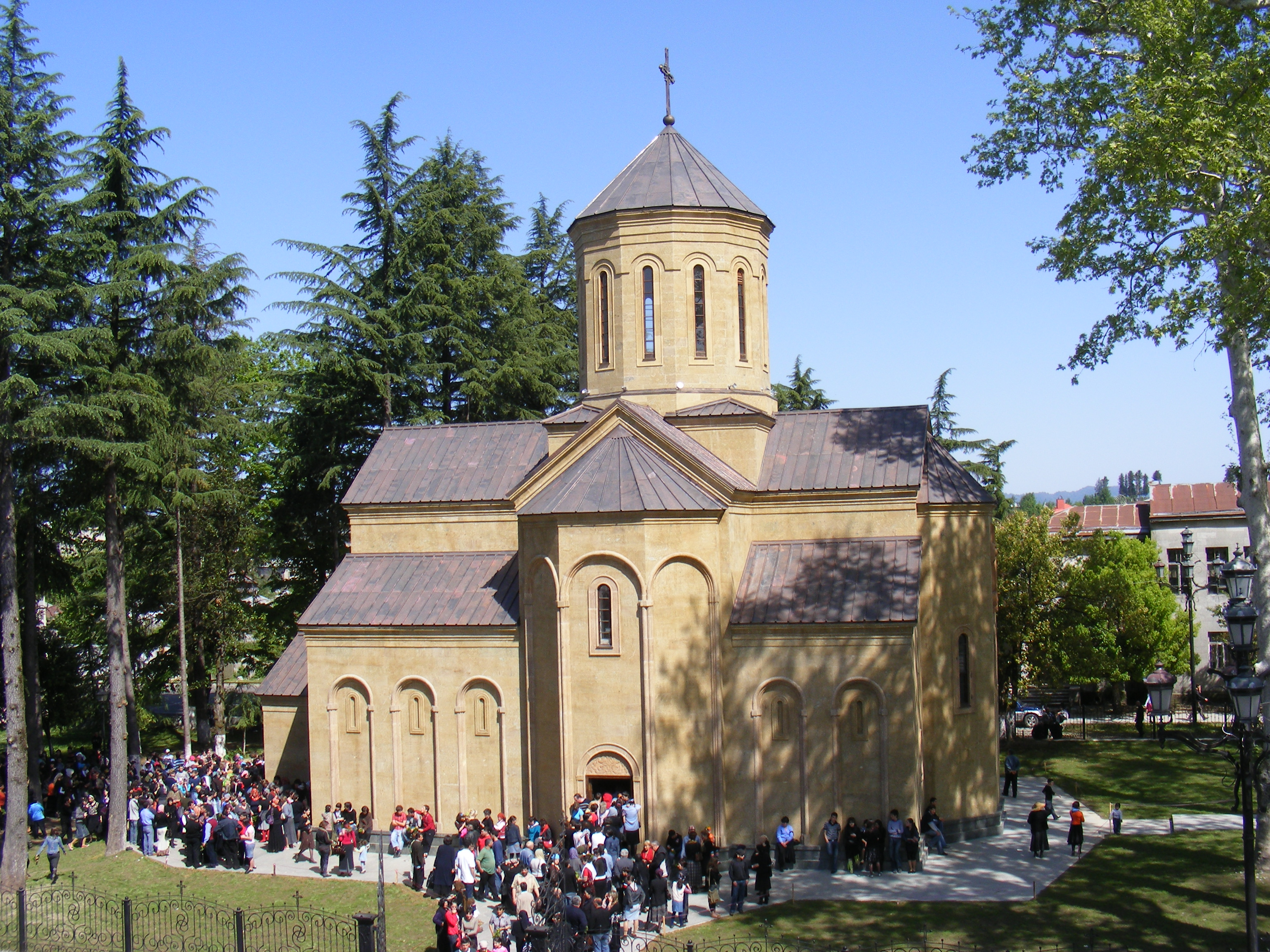
Церковь
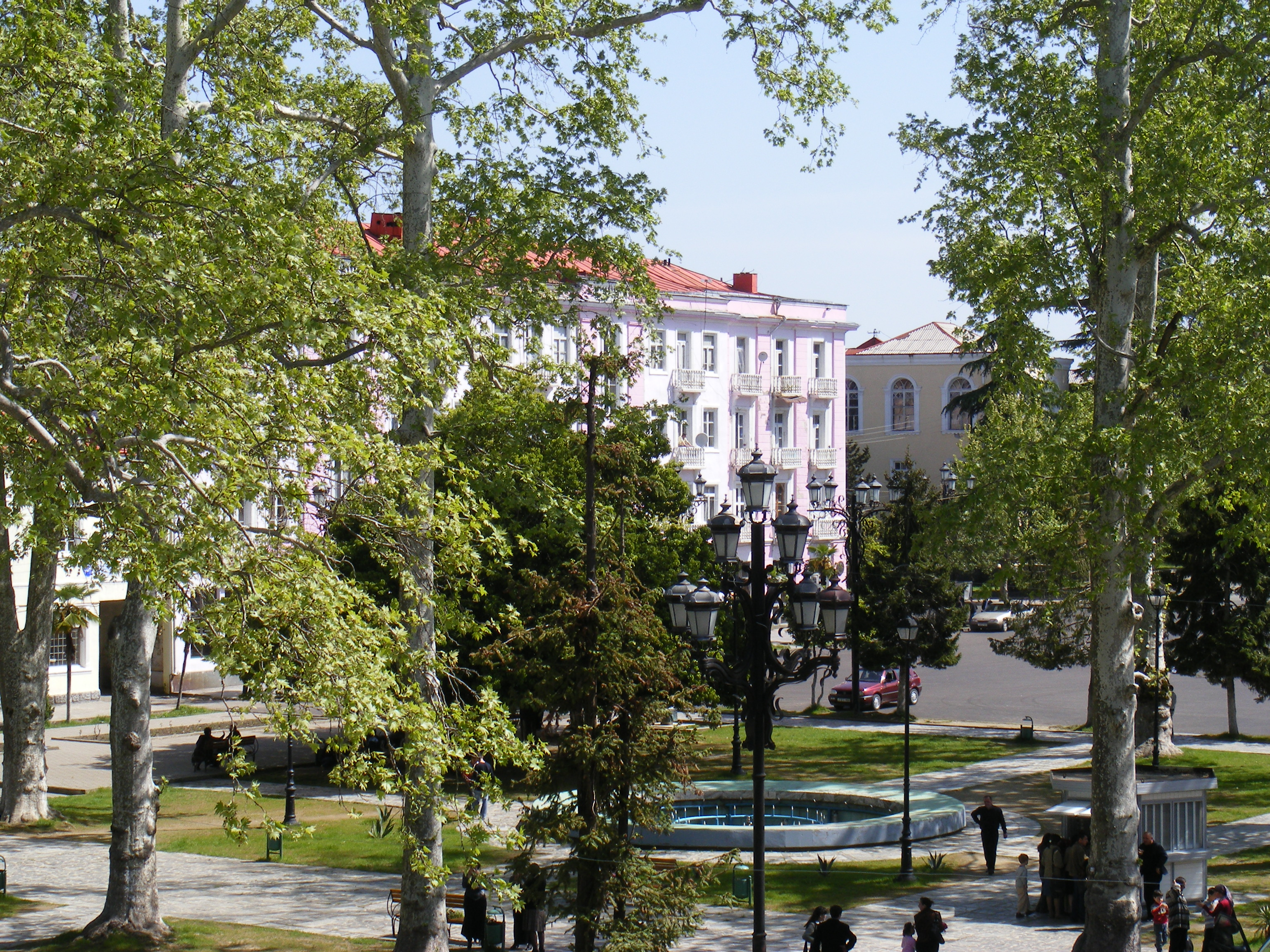
В центре города
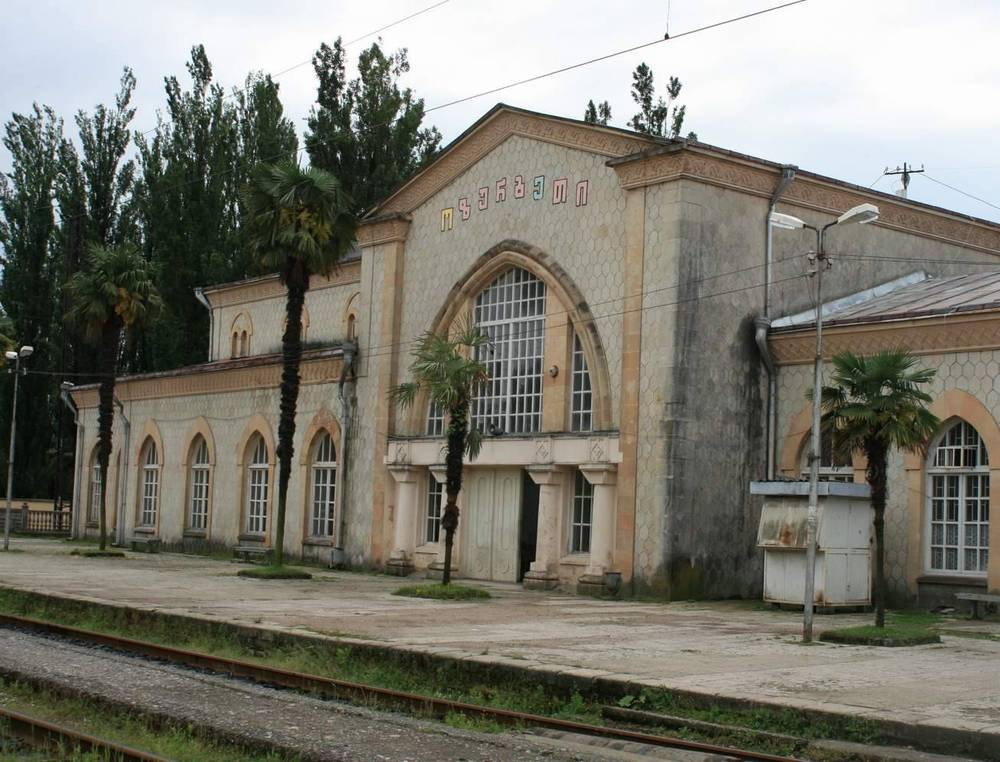
Железнодорожная станция

## Города-побратимы
- Геническ, Украина

## Топографические карты
- Лист карты K-37-84 Кобулети. Масштаб: 1 : 100 000. Издание 1975 г.
- Лист карты K-38-73 Махарадзе. Масштаб: 1 : 100 000. Издание 1975 г.